# Jámbor Vilmos

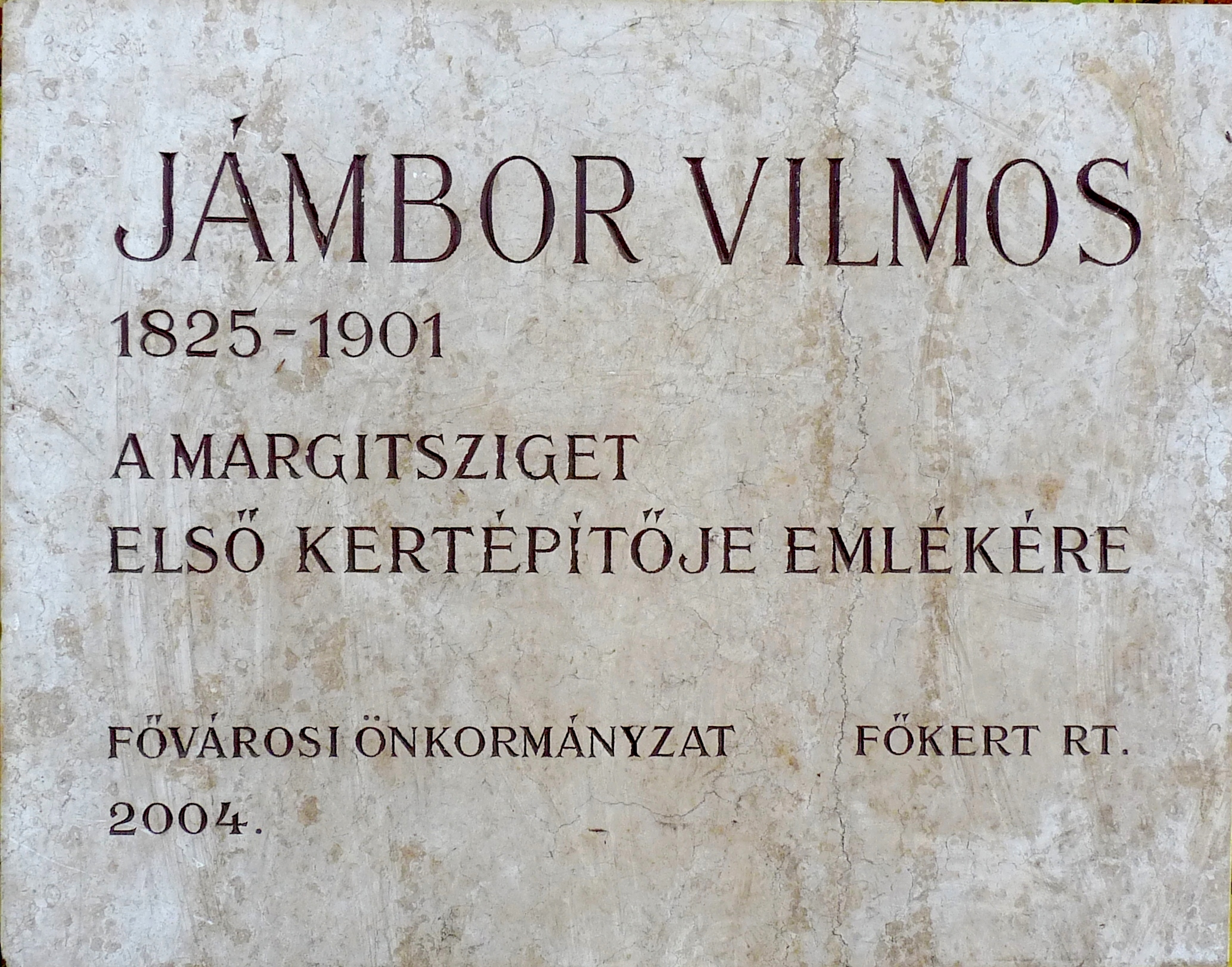
Emléktáblája a Margit-szigeten

Jámbor Vilmos (Kishárságy, 1825. január 16. – Recsk, 1901. január 14.) kertész.

## Élete
Angliában szerezte kertészeti ismereteit, ismert kerttervezőként tért vissza Magyarországra. 1867-ben Alcsúton dolgozott. Legfontosabb műve a Margitsziget parkosítása volt. Vácrátóton is mintaszerű parkot tervezett. Fontosabb munkái közé tartoztak még Pápa, Sashalom, Tura, Pilisszántó, Nagykároly parkjai. Recsken töltötte élete utolsó éveit, ő hozta létre itt az első hazai exóta fákban és cserjékben bővelkedő faiskolát.

## Művei
- Der Park zu Rátót in Ungarn (Illustrierte Flora, 1885. 9. Jg.)

## Emlékezete
Az ő nevét viseli a recski Jámbor Vilmos Arborétum és a Recski Jámbor Vilmos Általános Iskola.
A 2010-ben felújított épület együttesben, mely egykor lakhelyéül szolgált s falán emléktábla őrzi munkásságát, óvoda működik.